# Table de composition nutritionnelle des aliments Ciqual
 (janvier 2022).
Si vous disposez d'ouvrages ou d'articles de référence ou si vous connaissez des sites web de qualité traitant du thème abordé ici, merci de compléter l'article en donnant les références utiles à sa vérifiabilité et en les liant à la section « Notes et références ».
La Table de composition nutritionnelle des aliments Ciqual est un jeu de données produit par l'Agence nationale de sécurité sanitaire de l'alimentation, de l'environnement et du travail sur la composition nutritionnelle des aliments.